# 3552 Don Quixote
3552 Don Quixote sau 3552 Don Quijote este un asteroid cometar  din apropierea Pământului, cu un diametru de circa 19 km. A fost descoperit în 1983 de astronomul elvețian Paul Wild.

## Denumirea asteroidului
Obiectul poartă numele personajului principal al romanului spaniolului Miguel de Cervantes, Don Quijote de la Mancha.

## Caracteristici

### Orbita
3552 Don Quixote prezintă o orbită caracterizată de o semiaxă majoră de 4,2290740 u.a. și de o excentricitate de 0,7135598, înclinată cu 30,93110° față de ecliptică. 
Această orbită este frecvent perturbată la trecerea asteroidului în apropiere de Jupiter. De aici rezidă primejdia ca într-o zi Jupiter să-l propulseze pe coridorul orbital al Pământului, acesta orbitând între 147,1 (la periheliu) și 152,1 (la afeliu) de milioane de kilometri de Soare. Actualmente, Don Quixote nu se apropie niciodată la mai puțin de 45 de milioane de kilometri de Pământ și este situat întotdeauna în afara orbitei acestuia, periheliul său fiind la 29 de milioane de kilometri, mai departe de Soare dcât afeliul Pământului.
Face parte din familia asteroizilor Amor

### Natura și compoziția
În treizeci de ani care au urmat descoperirii sale, în 1983, DonQuixote era considerat ca fiind un asteroid Amor, care intersectează orbita planetei Marte și a lui Jupiter. Totuși, orbita sa este asemănătoare cu aceea a unei comete, lăsând să se presupună că ar fi vorba de o cometă stinsă,
 o cometă moartă care și-ar fi pierdut tot dioxidul de carbon.

#### Activitate cometară
Observațiile conduse cu Telescopul spațial Spitzer au pus în evidență o slabă coamă și coadă a obiectului. A fost identificată anhidridă carbonică.